# الصفقة الجديدة
الصفقة الجديدة أو الاتفاق الجديد أو نيو ديل (بالإنجليزية: New Deal) هي مجموعة من البرامج الاقتصادية التي أطلقت في الولايات المتحدة بين عامي 1933م و1936م. تضمنت هذه البرامج مراسيم رئاسية أو قوانين قام بإعدادها الكونغرس الأمريكي أثناء الفترة الرئاسية الأولى للرئيس فرانكلين روزفلت. جاءت تلك البرامج استجابة للكساد الكبير وتركزت على ما يسميه المؤرخون الألفات الثلاثة وهي: «الإغاثة والإنعاش والإصلاح». وتشير تلك النقاط الثلاث إلى إغاثة العاطلين والفقراء، وإنعاش الاقتصاد إلى مستوياته الطبيعية، وإصلاح النظام المالي لمنع حدوث الكساد مرة أخرى.
نجحت نيو ديل في إجراء تصحيحات سياسية، وترجيح القوة السياسية للحزب الديمقراطي (فضلًا عن توليه رئاسة البيت الأبيض لسبع فترات رئاسية من أصل عشر فترات من عام 1933م إلى عام 1969م)، وذلك بفضل الأفكار الليبرالية التي تعتمد عليها تلك البرامج فضلاً عن اعتمادها على سكان الجنوب البيض والديمقراطيين التقليديين وعمال مصانع المدن والنقابات العمالية المُنشأة الحديثة والأقليات العرقية. وانقسم الجمهوريون تجاه تلك البرامج، فبعضهم وهم محافظون عارضوا نيو ديل بأكملها بوصفها عدوًا للعمل والنمو، والآخرون وهم الليبراليون قبلوا بعضها ووعدوا بتحسين كفاءتها. وتبلورت هذه التصحيحات في ائتلاف نيو ديل الذي استحوذ على أغلب الانتخابات الرئاسية في ستينيات القرن العشرين الميلادي الاسلمي، في حين سيطر الائتلاف المحافظ المعارض إلى حد كبير على الكونغرس من عام 1937م وحتى عام 1963م. كان يستخدم مصطلح «الليبرالية» بحلول عام 1936م عادة لمؤيدي الصفقة الجديدة، و«محافظة» لمعارضيها. ساعد حصول «المؤيدين للإنفاق» على أغلبية في الكونغرس روزفلت في مساعيه من عام 1934م إلى عام 1938م. حصل ائتلاف الكونجرس «المؤيد للإنفاق» (مأخوذة من حزبين إضافة إلى المنافسين وغير الآليين والتقدميين ودوائر حزب اليسار) على أغلبية تقريبية في انتخابات عام 1934م. ووفقًا لما لاحظه ألكسندر هيكس، وقع روزفلت اتفاقية نيو ديل الثانية، مدعومًا بالأغلبية القليلة من الديمقراطيين غير الجنوبيين وكان ذلك بحضور 270 ممثلاً عن الديمقراطيين الجنوبيين و71 من أعضاء مجلس الشيوخ الديمقراطيين غير الجنوبيين.
ويفرق كثير من المؤرخين بين اتفاقية «نيو ديل الأولى» (1933م-1934م) واتفاقية «نيو ديل الثانية» (1935م-1938م)، قائلين إن الثانية كانت أكثر تحررًا وإثارة للجدل. فقد تضمنت برنامج عمل وطني، وإدارة سير الأعمال (WPA)، وهذا البرنامج جعل الحكومة الفيدرالية إلى حد بعيد هي أكبر صاحب عمل في البلاد. وتناولت اتفاقية «نيو ديل الأولى» (1933م-1934م) مجموعات متنوعة، بدءًا من الخدمات المصرفية والسكك الحديدية وحتى الصناعة والزراعة، وجميعها كان في حاجة إلى العون لتحقيق الانتعاش الاقتصادي. فعلى سبيل المثال قامت الإدارة الفيدرالية للإغاثة في حالات الطوارئ بتوفير 500 مليون دولار لمطاعم الفقراء ولأموال الإعانات. واشتملت اتفاقية «نيو ديل الثانية» المبرمة عام 1935م-1938م على قانون فاغنر لتعزيز عمل النقابات العمالية وبرنامج إغاثة لإدارة سير الأعمال (WPA) وقانون الضمان الاجتماعي وبرامج جديدة لمساعدة المزارعين المستأجرين والعمال المهاجرين. وكانت البنود الرئيسة الأخيرة للتشريعات في اتفاقية نيو ديل الجديدة تنص على إنشاء هيئة إسكان بالولايات المتحدة وإدارة أمن المزارع في عام 1937م وإنشاء قانون معايير العمل العادل لعام 1938م، الذي وضع ساعات الحد الأقصى والحد الأدنى للأجور بالنسبة لمعظم فئات العاملين.
أدى الانكماش الاقتصادي في عامي 1937م و1938م والانقسام المرير بين النقابة العمالية لاتحاد العمل الأمريكي (AFL) ومؤتمر المنظمات الصناعية (CIO) إلى حصول الجمهوريين على مقاعد كثيرة في الكونغرس عام 1938م. وفي الكونغرس اتحد المحافظون الجمهوريون مع الديمقراطيين تحت مظلة الائتلاف المحافظ غير الرسمي. وأغلق الجمهوريون في عامي 1942م و1943م برامج إغاثة منها إدارة سير الأعمال وسلك الخدمة المدنية (CCC) وحالوا دون تنفيذ مقترحات ليبرالية رئيسة. والتفت روزفلت نفسه إلى الاهتمام بالجهود الحربية، وأعيد انتخابه في عامي 1940م و1944م. أعلنت المحكمة العليا عن تكوين الهيئة العليا للتنظيم (NRA) وإصدار نسخة أولى غير دستورية لتأسيس رابطة المحاسبة الأمريكية (AAA)، ومع ذلك أعيد كتابتها وتم إبرامها. وعندما جاء دوايت ايزنهاور (1953م-1961م)، أوقف نيو ديل بكاملها، بل ووسعها في بعض النطاقات، وذلك بوصفه أول رئيس جمهوري منتخب بعد فرانكلين روزفلت. وفي ستينيات القرن العشرين الميلادي، اعتمدت برامج المجتمع العظيم التي قام بها ليندون جونسون على نيو ديل لتكون مصدر إلهام للتوسع الكبير في البرامج الليبرالية، التي أبقاها ريتشارد نيكسون. إلا أنه بعد عام 1974م كانت الدعوة إلى تحرير الاقتصاد التي حازت على قبول ودعم الحزبين. وتم تعليق العمل بقوانين نيو ديل المنظمة للعمل المصرفي (قانون جلاس ستيجال) في تسعينيات القرن العشرين. ولا يزال يطبق العديد من برامج نيو ديل وبعضها يعمل بالاسم الأصلي له، ومن ذلك الشركة الفيدرالية لتأمين الودائع (FDIC) والمؤسسة الفيدرالية لتأمين المحاصيل (FCIC) وإدارة الإسكان الفيدرالية (FHA) وهيئة وادي تينيسي (TVA). وأضخم البرامج وجودًا في يومنا هذا هي نظام الضمان الاجتماعي وهيئة الأوراق المالية والتداول (SEC).

الناتج الإجمالي المحلي الحقيقي للولايات المتحدة منذ عام 1910 حتى عام 1960، تم تظليل سنوات الكساد الكبير (1929-1939).

معدل البطالة في الولايات المتحدة بين عامي 1910-1960، مع تظليل سنوات الكساد الكبير (1929-1939) (البيانات الدقيقة تبدأ في عام 1939).

اللغه العربيه الاسلام 

## أصولها

### الانهيار الاقتصادي (1929-1933)
انخفض الإنتاج الصناعي بمقدار الثلث منذ عام 1929 حتى عام 1933، وهذا ما دعاه الخبير الاقتصادي ميلتون فريدمان بالانكماش الكبير. انخفضت الأسعار بنسبة 20%، مسببةً انكماشًا جعل سداد الديون أكثر صعوبة. ازدادت البطالة في الولايات المتحدة من 4% حتى 25%. إضافة إلى ذلك، تم تخفيض عمل الموظفين إلى عمل جزئي مقابل عائد أقل بكثير. إجمالًا، كانت نسبة 50% من قوة العمل البشرية في البلاد غير مستخدمة.
لم تكن الحكومة قبل الصفقة الجديدة، «تضمن» الودائع البنكية في الولايات المتحدة. عندما أغلقت آلاف المصارف، فقد المودعون مؤقتًا القدرة على الوصول إلى نقودهم؛ استعيدت معظم الأموال في النهاية لكن بعد حالة من الكآبة والذعر. لم يكن لدى الولايات المتحدة شبكة أمان وطنية، أو تأمين عام ضد البطالة أو ضمان اجتماعي. كان مسؤولية إغاثة الفقراء تقع على عاتق العائلات والجمعيات الخيرية الخاصة والحكومات المحلية، لكن عندما ساءت الظروف عامًا بعد آخر، ارتفع الطلب بشكل كبير وتراجعت مواردهم المشتركة بشكل متزايد عن تلبية الطلب.
دمر الكساد البلاد نفسيًا. عندما أقسم روزفلت اليمين الدستوري ظهر يوم 4 مارس، عام 1933، كان حكام الولايات قد أقرو العطل الرسمية أو قيدوا عمليات السحب- العديد من الأمريكيين كان لديهم وصول ضئيل أو معدوم إلى حساباتهم البنكية. انخفض الدخل الزراعي بنسبة أكثر من 50% منذ عام 1929. بين عامي 1930 و1933، حُبس ما يقارب 844 ألف رهن عقاري غير زراعي من أصل خمسة ملايين. خشي القادة السياسيون ورجال الأعمال من الثورة والفوضى. قال جوزيف بي كينيدي الأب، الذي حافظ على ثرائه خلال فترة الكساد، بعد سنوات لاحقة «شعرت في تلك الأيام وقلت إنني جاهز لمشاركة نصف ما أملك إن استطعت ضمان الحفاظ على النصف الآخر، بموجب القانون والنظام».

### الحملة
صاغ عبارة «صفقة جديدة» أحد مستشاري روزفلت، ستيوارت تشيس، الذي استخدمها عنوانًا لمقالة نشرها في المجلة التقدمية ذا نيو ريببلك قبل عدة أيام من خطاب روزفلت. أضافه كاتب الخطاب روزنمان إلى مسودة الخطاب في اللحظة الأخيرة.

وعد روزفلت «بصفقة جديدة للشعب الأمريكي» بعد قبول ترشيحه الديمقراطي للرئاسة عام 1932، وقال:
«يتطلع الرجال والنساء، المنسيون في فلسفة الحكومة السياسية، في أنحاء البلاد إلينا للحصول على إرشادات وفرص أكثر إنصافًا للمشاركة في توزيع الثروة الوطنية... أتعهد للشعب الأمريكي بصفقة جديدة. اعتبروا هذا أكثر من مجرد حملة سياسية، إنه دعوة لحمل السلاح».

## الصفقة الجديدة الأولى (1933-1934)
استلم روزفلت المنصب بدون خطط محددة للتعامل مع الكساد الكبير- لذلك ارتجل في الوقت الذي كان يسمع فيه الكونغرس عددًا متنوعًا وكبيرًا من الآراء. من بين مستشاري روزفلت الأكثر شهرة كانت مجموعة «هيئة الخبراء» غير الرسمية، وهي مجموعة كانت تنظر بإيجابية التدخل الحكومي العملي في الاقتصاد. أثر اختياره لوزيرة العمل فرانسيس بيركينز بشكل كبير على مبادراته. تشرح قائمة أولوياتها في حال حصلت على الوظيفة وهي: «أربعون ساعة عمل أسبوعيًا، ووضع حد أدنى للأجور، وتعويضات العمال، وتعويضات البطالة، وقانون فيدرالي يمنع عمالة الأطفال، ومساعدة فيدرالية مباشرة للإغاثة من البطالة، والضمان الاجتماعي، وتنشيط خدمة التوظيف العامة والتأمين الصحي».
استُمدت سياسات الصفقة الجديدة من عدة أفكار مختلفة مقترحة في وقت سابق من القرن العشرين. قاد مساعد المدعي العام ثورمان أرنولد الجهود التي تستذكر تقليد مكافحة الاحتكار المتجذر في السياسات الأمريكية من قبل شخصيات مثل أندرو جاكسون وتوماس جيفرسون. قال قاضي المحكمة العليا لويس برانديس، مستشار مؤثر في العديد من المؤمنين بالصفقة الجديدة، إن «الضخامة» (في إشارة على الأرجح إلى الشركات) شكلت قوة اقتصادية سلبية، الأمر الذي أدى إلى هدر الموارد والعجز. من ناحية ثانية، لم يكن لمجموعة مكافحة الاحتكار تأثير كبير على سياسات الصفقة الجديدة. أخذ قادة آخرون مثل هيو إس جونسون من إدارة الإنعاش الوطني أفكارًا من إدارة وودرو ويلسون، ودافعوا عن التقنيات المستخدمة لتعبئة الاقتصاد من أجل الحرب العالمية الأولى. حصلوا على الأفكار والخبرة من الضوابط والإنفاق الحكومي بين عامي 1917-1918. أعاد مخططون آخرون للصفقة الجديدة إحياء التجارب المقترحة في عشرينيات القرن العشرين، مثل تي في إيه. تضمنت «الصفقة الجديدة الأولى» (1933-1934) المقترحات التي قدمها طيف واسع من المجموعات (لا تشمل الحزب الاشتراكي، الذي تم تدمير نفوذه كاملًا). تميزت المرحلة الأولى أيضًا بالمحافظة المالية (أنظر إلى القانون الاقتصادي أدناه) وتم فيها تجربة العديد من الحلول المختلفة، والمتناقضة في بعض الأحيان، للمشاكل الاقتصادية.
أنشأ روزفلت عشرات الوكالات الجديدة. وهي معروفة إجمالًا وعادةً بالنسبة للأمريكيين من خلال أحرفها الأبجدية الأولى.